# Імпер
Імпер (рум. Imper) — село у повіті Харгіта в Румунії. Входить до складу комуни Плеєшій-де-Жос.
Село розташоване на відстані 198 км на північ від Бухареста, 28 км на південний схід від М'єркуря-Чука, 73 км на північний схід від Брашова.

## Населення
За даними перепису населення 2002 року у селі проживали 470 осіб.
Національний склад населення села:
| Національність | Кількість осіб | Відсоток |
| -------------- | -------------- | -------- |
| угорці         | 362            | 77,0%    |
| румуни         | 102            | 21,7%    |
| цигани         | 6              | 1,3%     |

Рідною мовою назвали:
| Мова      | Кількість осіб | Відсоток |
| --------- | -------------- | -------- |
| угорська  | 409            | 87,0%    |
| румунська | 61             | 13,0%    |